# A&M 레코드
A&M 레코드(A&M Records)는 미국의 음반사 중 하나로, 1962년에 제리 모스와 허브 앨퍼트에 의해 설립되었다. "A"는 앨버트, "M"은 모스를 의미한다. 산하 레이블로는 A&M/옥톤 레코드가 있다.

## 같이 보기
- 인터스코프-게펜-A&M
- 폴리도르 레코드
- A&M/옥톤 레코드